# Какаду короткочубий
Какаду́ короткочу́бий (Cacatua sulphurea) — вид папугоподібних птахів родини какадових (Cacatuidae).

## Поширення
Вид поширений на сході Індонезії та у Східному Тиморі. Трапляється на островах Тимор, Сулавесі, Флорес і Бутунг та деяких дрібних островах. Інтродукований в міські середовища Гонконга, Сінгапура, Сіднея, Мельбурна та Брисбена.

## Опис
Він менший, ніж інші какаду: довжина тіла до 33 см, вага 308—380 г. Оперення біле. Великий чуб та щоки жовті. Має чорні дзьоб і ноги. Очі у самиць червоно-коричневі, у самців чорні.

## Поведінка
Живе у різноманітних середовищах, де є дерева. Трапляється невеликими зграями до 10 птахів. Живиться плодами, горіхами, насінням, квітами, комахами тощо. Гнізда влаштовує в дуплах дерев, на висоті понад 10 м. У кладці буває 2—3 яйця. Висиджують яйця обидва батьки. Пташенята вилуплюються через 4 тижні, оперяються і вилітають з гнізда приблизно в 2-місячному віці.